# 里瓦德冰川
78°4′S 163°55′E / 78.067°S 163.917°E
里瓦德冰川是南極洲的冰川，位於維多利亞地的斯科特海岸，全長1.9公里，由美國海軍的地質學家測量和繪入地圖，現時由南極條約體系管理。